# Allagelena difficilis
Allagelena difficilis là một loài nhện trong họ Agelenidae.
Loài này thuộc chi Allagelena. Allagelena difficilis được Irving Fox miêu tả năm 1936.